# PAW Patrol
Paw Patrol (Patrulha Canina no Brasil e Patrulha Pata em Portugal) é uma série de animação infantil americana-canadense criada por Keith Chapman (com quem também fez Bob, o Construtor) e produzida pela Guru, Spin Master, Nelvana e Nickelodeon. Foi estreada nos Estados Unidos no dia 12 de agosto de 2013 na Nickelodeon e Nick Jr. e no Canadá foi estreada em 27 de agosto de 2013 na TVOKids, na YTV, na Treehouse TV e na CBC Kids.

## Exibição no Brasil
A série começou a ser exibida pela Nickelodeon e Nick Jr. (em canal fechado) em 13 de janeiro de 2014, Em 15 de maio de 2015 começou a ser exibido na TV aberta, pela TV Cultura e desde 16 de dezembro de 2019 é exibido no SBT. Atualmente estão disponíveis as temporadas 1, 5 e 6 na Netflix, as 3 primeiras temporadas desta série estão disponíveis no serviço Prime Video da Amazon e no HBO Max, enquanto 8 temporadas estão disponiveis no Paramount+ e Noggin, serviços da propria Paramount, dona da NIckelodeon.

## Exibição em Portugal
A série começou a ser exibida pelo Canal Panda em 7 de setembro de 2015, pelo Nickelodeon em 4 de julho de 2016 e pelo Nick Jr. em 2 de novembro de 2017. Atualmente estão disponíveis as temporadas 1, 5 e 6 na Netflix e as 3 primeiras temporadas desta série estão disponíveis serviço SVOD da MEO Nick+.

## Personagens

### Membros da Patrulha
- Ryder

Ryder é um humano e o líder, salvador e professor dos filhotes. Ele tem um bom coração, e habilidades que a Patrulha Canina precisa para ter o trabalho bem feito. Durante um resgate, Ryder pode ser visto em seu quadriciclo tecnológico que se transforma em um jet-ski e em uma moto de neve. Seu lema é "Nenhum trabalho é tão grande, nenhum filhote é tão pequeno! (Na maioria das vezes) Gosta da Katie.
- Marshall

Do quartel para seu carro de bombeiros, Marshall é um dálmata super ativo, sempre animado e também o mais desajeitado do grupo. Os filhotes sempre vão ouvi-lo dizer: "Eu estou bem!". Seu lema é: "Pronto para um resgate" ou também "Pode contar comigo". Marshall foi confundido como fêmea na dublagem brasileira durante a primeira e uma parte da segunda temporada, mas o erro foi corrigido nos episódios seguintes. A partir de PAW Patrol: The Movie, passou a se tornar o outro mascote da Spin Master e é apresentado em seu logotipo de produção e também gosta da everest.
- Rubble

Rubble é um pouco rude, mas é um Bulldog Inglês adorável que sabe tudo sobre skates e pranchas de snowboard. Ele gosta de se sujar e depois correr para um banho. Não há trabalho que sua escavadora de construção não seja capaz de fazer. Seu lema é: "Rubble está a postos" (na maioria das vezes).
- Chase

Usando seu caminhão da polícia e megafone, este pastor-alemão é um líder natural e atlético que gosta de assumir o comando. Chase pode estar no caso, mas ele tem que tomar cuidado com gatos e penas, porque ele é alérgico a elas. Seus lemas são: "O Chase está no caso", "Essas patinhas apoiam as leis!" ou "O super espião Chase está no caso" (Na versão de espião). A partir de Paw Patrol: The Movie, Chase passou a se tornar um dos dois mascotes (ao lado de Marshall) da Spin Master e é apresentado em seu logotipo de produção gosta da skye.
- Rocky

Rocky é um filhote mestiço de Terrier Escocês e Schnauzer que sempre tem recursos úteis. Ele é um cão entusiasmado com reciclagem e que tem mil ideias e ferramentas dentro de sua mochila. Ele costuma ficar longe da água, pois não gosta de ficar molhado. Seus lemas são: "Verde significa Siga" e "Não perca, reutilize". É o melhor amigo de Zuma.
- Zuma

Amigo da água, este(a) Labrador Chocolate gosta de rir e surfar. Ele(a) entra nas aventuras em seu bote inflável. Seu lema é: "Vamos mergulhar". Aí existe um pequeno "impasse": Na primeira temporada, assim como Marshall, Zuma também foi dublado no Brasil como fêmea e na segunda temporada no episódio sobre a "lua sereia" (13) também é retratado(a) como tal . Segue o impasse... É é o melhor amigo de Rocky.
- Skye

Skye é uma destemida e inteligente Cockapoo que adora voar em seu helicóptero ou com as asas da sua mochila. Ela tenta de tudo com jeitinho, graça e um belo sorriso. Seus lemas são: "Vamos levantar voo", "Esse filhote vai voar!", "Vamos voar bem alto!" e "Vamos voar pro céu!" Gosta do Chase.
- Everest

Everest é uma divertida filhote Husky Siberiana e uma membra da Patrulha Canina. Ela vive com Jake em sua montanha de neve em Carson City, Alasca, Canadá ou Groelândia e ama 'barriga-bogganing', deslizando para baixo em sua barriga. Gelo ou neve, ela está pronta pra deslizar. Seu lema é "Geando ou Nevando, já estou chegando" gosta do marshall. 
- Tracker

Um chihuahua divertido é um membro Patrulha Canina. Embora seja corajoso, ele não gosta de ficar no escuro. Seu lema é "Eu sou todo ouvidos".
- Tuck e Ella

São um casal de gêmeos de Golden Retrievers que tinham o sonho de virarem patrulheiros, que se realizou. O poder de Tuck e ficar pequeno e de Ella e ficar gigante. O lema de Tuck é "Super e pequeno eu estou descendo", e o de Ella é "Hora de pensar grande".
- Rex

Um Boiadeiro de Berna entusiasmado, e o membro pré-histórico da Patrulha Canina. Ele tem uma deficiência nas patas traseiras e vive com os dinossauros. Seu lema é "Vamos dino nessa".

### Personagens secundários
- Capitão Horácio Rodovalho: (Capitão Turbot, em Portugal): É um biólogo marinho inteligente que é o chamador mais frequente da Patrulha. Ele tem o hábito de gostar de comidas estranhas, tais como lulas e bolo de peixe. O capitão pilota um barco amarelo e opera o farol da baía. Ele às vezes usa um sino de mergulho de cor laranja para a investigação subaquática. É muitas vezes acompanhado pela morsa Wally e por seu primo François.

- Apollo: É um super-filhote no qual os filhotes amam.

- Prefeita Goodway: É a prefeita da Baía da Aventura, que às vezes precisa de ajuda da Patrulha. Ela tem uma galinha de animal de estimação chamada Galinheta, nomeada como sua vice-prefeita.

- Galinheta: Galinha de estimação da prefeita Goodway.
- Katie: É uma garota que é a veterinária da baía da aventura que às vezes dá banho nos filhotes. Ela tem uma gata de estimação cinza chamada  Cali. Ela é apaixonada por Ryder.

- Alex Porter: É um garoto que vive perto da baía com seu avô. No episódio "Os Filhotes Salvam um Dente", Alex mostra que tem medo de ir ao dentista.

- François Rodovalho: É um fotógrafo francês e acrobata que vive com o Capitão Rodovalho. Ele e o capitão são primos e os dois são vistos frequentemente juntos. François é muito egoísta e às vezes deixa sua arrogância subir seu julgamento.

- Jake: É um esquiador que não aparece muito frequentemente. Ele é o dono da filhote Everest e também é dono da montanha que leva o mesmo nome dele.

- Fazendeira Yumi: É uma fazendeira da cidade e esposa do Fazendeiro Al.

- Fazendeiro Al: É um fazendeiro da cidade e esposo da Fazendeira Yumi.

- Sr. Porter: Avô brincalhão de Alex, ele às vezes costuma pedir ajuda para Ryder distribuir guloseimas para os filhotes.

- Wally: Uma morsa brincalhona que vive na baía, é amigo do Capitão Rodovalho e da Patrulha Canina, também gosta de receber guloseimas de Ryder e do Capitão.

- Carlos: Um amigo de Ryder que mora na floresta e é dono de Tracker. Ele tem medo das ruínas antigas.

- Ace Sorensen: Amiga de Ryder e "ídola" de Skye, é uma piloto de acrobacia aérea que gosta de fazer manobras em seu avião, chamado Amélia.

- Julius e Julia Goodway: São gêmeos e os sobrinhos da Prefeita Goodway, eles fazem quase tudo juntos e às vezes podem ser um pouquinho bagunceiros.

- Prefeito Humdinger: O principal antagonista do desenho, é o prefeito da Baixa da Névoa. Rival da prefeita Goodway, ele tenta fazer de tudo para prejudicar a Baía da Aventura e depois cria a Equipe de Gatinhos Catastróficos, semelhantes à Patrulha Canina, para ajudá-lo em seus planos.

- Papai Noel: (Pai Natal, em Portugal): Um personagem menor da série que aparece pela primeira vez em "Os Filhotes Salvam o Natal", no qual ele chamou Ryder e a Patrulha Canina para assistência.

- Cali: A gatinha de estimação de Katie. Assim como Rocky, ela não gosta de água e às vezes é um pouquinho ranzinza e ciumenta quando Katie está brincando com outros gatos.

- Bettina: Vaca de estimação da Fazendeira Yumi, é um pouco medrosa.

- Garbie: Cabra de estimação da Fazendeira Yumi, é um pouquinho comilão.
- Sweetie: Cadela branca que aparece no episódio da Coroa da Princesa.  Liberty:Cachorra que aparece no filme Paw Patrol:The Movie.

## Dublagem
| Personagens                             | Voz original                                          | Dublador | Dobrador         |
| --------------------------------------- | ----------------------------------------------------- | --- | ---------------- |
| Ryder                                   | Owen Mason Cumming (T1–T2E13) Elijha Hammill (T2E14–) | Ítalo Luiz | Solange Santos   |
| Chase                                   | Tristan Samuel Detu (T1) Max Calinescu (T2–)          | Vyni Takahashi (1ª-3ª temporadas) Daniel Garcia (4ª-7ª temporadas) Vyni Takahashi (8ª temporada em diante           | Sofia Brito      |
| Marshall                                | Gage Munroe (T1) Drew Davis (T2–)                     | Sicília Vidal (T1–T2E13, 1ª dublagem) Renato Cavalcanti (T1–T2E13, re-dublagem; T2E14–) Théo Salomão (T5E21–        | Ricardo Oliveira |
| Skye                                    | Kallan Holley (T1) Stuart Ralston (T2-)               | Gaby Milani | Bárbara Lourenço |
| Rubble                                  | Kallan Holley                                         | Gabriel Martins | Sandra de Castro |
| Rocky                                   | Devan Cohen                                           | Lipe Volpato | Tiago Retré      |
| Zuma                                    | Alex Thorne                                           | Thamires Oliveira (T1–T2E13, 1ª dublagem) Yago Contatori (T1–T2E13, re-dublagem; T2E14–)                            | Tiago Retré      |
| Capitão Rodovalho Capitão Turbot        | Ron Pardo                                             | César Marchetti | Tiago Retré      |
| Everest                                 | Berkley Silverman                                     | Flora Paulita (T2, 1ª dublagem) Giulia de Brito (T2, 2ª dublagem)                                                   |                  |
| Ace Sorensen                            | Julianna Paul                                         | Rebeca Zadra (T2E9) Louise Helene (T2E24)                                                                           |                  |
| Alex Porter                             | Christian Distefano                                   | Matheus Ferreira |                  |
| Carlos                                  | Lucius Hoyos (T2) Jaiden Cannatelli (T3)              | Marcus Pejon |                  |
| Fazendeiro Al                           | Ron Pardo                                             | Ricardo Sawaya (1ª aparição T1E15) Marcelo Pissardini Carlos Campanile (T3E1)                                       | Luís Barros      |
| Fazendeira Yumi                         | Hiromi Okuyama (T1) Stephany Seki (T2–)               | Cássia Bisceglia | Sofia Brito      |
| François Rodovalho François Turbot      | Peter Cugno                                           | Hermes Baroli |                  |
| Jake                                    | Scott McCord                                          | Gabriel Noya (1ª temporada) Bruno Mello (T2E3; T2E11) Diego Lima (T2E6; T2E15; T2E18; T2E23) Glauco Marques (T2E24) |                  |
| Julius Goodway                          | Moses Rankine                                         | Enrico Lima Ma Zink (T2E16;T3E12; T3E13)                                                                            |                  |
| Justina Goodway                         | Addison Holley                                        | Raquel Carlotti Sicília Vidal (T3E12;T3E13)                                                                         |                  |
| Katie                                   | Katherine Forrester                                   | Agatha Paulita |                  |
| Luke Stars                              | Lyon Smith                                            | Rodrigo Andreatto                                                                                                   |                  |
| Matea                                   |                                                       | Ulisses Bezerra |                  |
| Prefeito Humdinger Presidente Humdinger | Ron Pardo                                             | Fábio de Castro (1ª temporada) Faduli Costa (2ª temporada em diante)                                                |                  |
| Prefeita Goodway Presidente Goodway     | Deann Degruijter                                      | Adriana Pissardini                                                                                                  |                  |
| Raimundo                                | Juan Chioran                                          | Luiz Laffey (1ª dublagem) Luiz Antônio Lobue (2ª dublagem)                                                          |                  |
| Papai Noel Pai Natal                    |                                                       | Walter Cruz |                  |
| Seabee                                  |                                                       | Renata Villaça |                  |
| Sr. Porter                              | Blair Williams                                        | César Emilio |                  |
| Daring Danny X                          | Daniel Desanto                                        | Enrico Espada |                  |
| Tracker                                 | David Lopez                                           | Ma Zink |                  |
| Apollo, o super-filhote                 |                                                       | Marcelo Campos |                  |
| Princesa de Latimburgo                  |                                                       | Sicília Vidal |                  |
| Swettie                                 |                                                       | Flora Paulita |                  |

## Sub-séries

### PAW Patrol - All Star Pups
All Stars é o novo especial da série de desenho animado da Patrulha Canina, estreou em 26 de novembro de 2016 no canal Nick Jr.

### PAW Patrol - Mission PAW
Mission PAW é o novo especial de Patrulha Canina, estreou em 28 de setembro de 2017.

### PAW Patrol - Sea Patrol
Seapatrol é o novo especial de Patrulha Canina, estreou em 27 de outubro de 2017 em 18:00 no canal Nick Jr.

## Episódios
| Temporada | Temporada | Episódios | Data da transmissão original                  | Data da transmissão original                 |
| Temporada | Temporada | Episódios | Estreia                                       | Final                                        |
| --------- | --------- | --------- | --------------------------------------------- | -------------------------------------------- |
|           | 1         | 26        | 12 de agosto de 2013 27 de agosto de 2013     | 18 de agosto de 2014 2 de agosto de 2014     |
|           | 2         | 26        | 13 de agosto de 2014 27 de agosto de 2014     | 4 de dezembro de 2015 16 de setembro de 2015 |
|           | 3         | 26        | 20 de novembro de 2015 28 de novembro de 2015 | 26 de janeiro de 2017 14 de janeiro de 2017  |
|           | 4         | 26        | 6 de fevereiro de 2017 4 de março de 2017     | 6 de março de 2018 17 de fevereiro de 2018   |
|           | 5         | 26        | 8 de fevereiro de 2018 30 de junho de 2018    | 25 de janeiro de 2019 9 de março de 2019     |
|           | 6         | 26        | 22 de fevereiro de 2019 18 de maio de 2019    | 23 de julho de 2021 22 de fevereiro de 2020  |
|           | 7         | 26        | 27 de março de 2020 2 de maio de 2020         | 7 de maio de 2021 10 de abril de 2021        |
|           | 8         | 26        | 2 de abril de 2021 15 de maio de 2021         | 21 de abril de 2023 20 de maio de 2022       |
|           | 9         | 26        | 25 de março de 2022 14 de maio de 2022        | 31 de julho de 2023 22 de abril de 2023      |
|           | 10        | 26        | 10 de julho de 2023 27 de maio de 2023        |                                              |

## Controvérsias
Em 7 de junho de 2020, a página oficial do desenho postou uma mensagem no Twitter em apoio aos protestos antirracistas que se seguiram à morte de George Floyd por policiais. No texto, a página dizia que "No dia 7 de junho, vamos silenciar nosso conteúdo para dar acesso a vozes negras, para que elas possam ser ouvidas e para que continuemos escutando e aprendendo.". Em resposta, vários usuários começaram a pedir para que essa e outras séries parassem de romantizar a imagem dos policiais. Outros chegaram a pedir a eutanásia do personagem Chase, um policial pastor-alemão, e até mesmo o cancelamento da animação.
O "cancelamento" chegou a ser confirmado por Kayleigh McEnany, porta-voz da Casa Branca, mas logo foi negado pelos produtores da Patrulha Canina.
Em 2022 a animação foi novamente alvo de críticas no Twitter, commuitos usuários da rede alegando que o desenho enaltece a polícia e a repressão estatal.